# 얀 니클라스
얀 니클라스(독일어: Jan Niklas, 1947년 10월 15일~)는 독일의 배우이다.

## 작품 목록

### 영화
- 윈터 솔스틱 (2003년)
- 안네 프랑크 (2001년)
- 사마귀 부인 (2000년)
- 영혼의 집 (1993년) - 클라라 아역 역
- 닥터 M (1990년)
- 나치 학살 (1989년)
- 아나스타샤 (1986년)
- 피터 대제 (1986년)
- 레들 대령 (1985년)
- 해리와 샐리 (1983년)
- 심야의 탈출 (1981년)
- 포뮬라 (1980년)